# 愛されなくても別に
『愛されなくても別に』（あいされなくてもべつに）は、武田綾乃による日本の小説。
「小説現代」2020年8月号に一挙掲載され、同年8月に講談社から単行本が刊行され、2023年7月に同社から文庫版が刊行された。2021年に第42回吉川英治文学新人賞を受賞している。
愛されているという呪縛で、浪費家の母親に生活を依存され、人生に一度も期待を抱いたことのない女子大生・陽彩が同じバイト先に勤める、同じような境遇の同級生・雅と出会い、お互いのことを大切に思い、初めて人間関係を築いていく姿が描かれる。
2025年7月4日に著者初の実写映画として公開された。

## 登場人物

### 主要人物
宮田陽彩（みやた ひいろ）
大学2年生。19歳。学費は全て自身で負担した上に母親に毎月8万円を渡すこととと母親の世話を求められているため、コンビニのアルバイトと家事に追われている。
国立大学も合格していたが、母親から自宅から30分以内の大学以外は許さないと言われ、近くの私立大学に通っている。
江永雅（えなが みやび）
陽彩の大学の同級生。21歳。バイト先の同僚。「父親が殺人犯」と噂され学内では浮いている。四国出身。高校2年で中退し、高卒認定試験を受けて大学に入学している。

### 陽彩と雅の関係者
堀口（ほりぐち）
24歳。アルバイト先の同僚。同じ大学の先輩で2年留年している。バイト代は主にギャンブルやファッションなどに使っている。
木村水宝石（きむら あくあ）
同じ大学の学生。母親に過干渉な扱いを受け、その反動もあって「宇宙様」のグループにのめり込んでいく。

### 陽彩の家族
宮田愛（みやた あい）
陽彩の母親。会社員だが、浪費家。現在は10歳下の彼氏・俊也がいる。浪費がやめられず、陽彩のアルバイト代や奨学金も使い込んでしまう。
陽彩の父
陽彩が小学1年の時に離婚している。以来、毎月8万円の養育費を振り込んでいたが、元妻はこのことを陽彩に隠していた。

### 雅の家族
雅の父
雅曰く「クズ」。雅が小学6年の時から妻に隠れて性行為を繰り返していた。雅が高校2年の時、交差点ひき逃げ事件を起こし、西井の夫と大山の母親らが犠牲となった。
雅の母
夫が雅と性行為をしていたのを目撃し、夫の頭を椅子で殴りつけ流血させ、大乱闘になり、そのまま雅と逃げ出している。生活費に困窮し、雅に売春をさせていた。

### その他
宇宙様（こすもさま）
占い師。50代前半くらい。賛同者（信者のような人たち）を集めて新興宗教のような活動をしている。水宝石が大学OBの虹川に勧誘され活動に加わり、すっかり傾倒している。
虹川（にじかわ）
陽彩たちの大学OB。「虹川勉強会」という「宇宙様」グループのリーダー。宇宙様の腹心のような人物。
3年前までブラック企業のような商社で勤務しており、心身を壊した時に宇宙様と出会い心酔し、以後活動を手伝っている。
水宝石の母
福岡で暮らしている水宝石の母親。水宝石に対して何度も電話をし、毎週飛行機で上京するなど異常な干渉をしている。
西井（にしい）
30代くらい。雅の父親が起こした交差点ひき逃げ事件の被害者男性の妻。雅から父親の居場所を聞き出そうとする。
大山（おおやま）
雅の父親が起こした交差点ひき逃げ事件の被害者女性の息子で当時は大学生だった。復讐のため、雅に近づく。

## 書誌情報
- 武田綾乃『愛されなくても別に』
  - 2020年8月26日発売[2]、講談社（単行本）、ISBN 978-4-06-520578-5
  - 2023年7月14日発売[3]、講談社文庫、ISBN 978-4-06-531712-9

## コミカライズ
2025年7月8日より講談社の漫画アプリPalcyにて、シェリーリリーの作画でコミカライズされ、連載が開始、7月11日に同社からKCデラックスレーベルで単行本が刊行された。既刊1巻。

### 書誌情報（コミカライズ）
- 原作：武田綾乃 / 漫画：シェリーリリー『愛されなくても別に（1）』2025年7月11日発売[8]、講談社〈KCデラックス〉、ISBN 978-4-06-540474-4

## 映画
2025年7月4日に公開された。監督は井樫彩、主演は南沙良。公開1か月前の6月8日に丸の内ピカデリー2にて完成披露プレミア上映会が開催された。

### キャスト

#### 主要人物（映画）
宮田陽彩（みやた ひいろ）〈19〉
演 - 南沙良
大学2年生。母親に毎月8万円を渡すこととと母親の世話を求められているため、コンビニなどのアルバイトと家事に追われている。
江永雅（えなが みやび）〈24〉
演 - 馬場ふみか
陽彩と同じ大学・学科の学生。バイト先の同僚。「父親が殺人犯」と噂され学内では浮いている。

#### 陽彩と雅の関係者（映画）
木村水宝石（きむら あくあ）
演 - 本田望結
陽彩、雅と同じ大学の学生。母親に過干渉な扱いを受け、新興宗教にのめり込んでいく。
堀口順平（ほりぐち じゅんぺい）
演 - 基俊介 (IMP.)
陽彩と雅のアルバイト先の同僚。大学は留年している。バイト代はギャンブルなどにつぎ込んでいる。

#### 陽彩の家族（映画）
宮田愛
演 - 河井青葉
陽彩の母親。会社員。浪費がやめられず、娘の奨学金やバイト代も使い込んでしまう。家に付き合っている男をたびたび連れ込む。
陽彩の父
演 - 永岡佑
離婚して別に暮らしている陽彩の父親。

#### その他（映画）
大山幸太郎
演 - 伊島空
雅の父親が飲酒運転で起こした交通事故の被害者の遺族。復讐のため、雅に近づく。
木村美佐子
演 - 池津祥子
福岡で暮らしている水宝石の母親。水宝石に対して何度も電話をするなど異常な干渉をしている。
宇宙様（こすもさま）
演 - 今藤洋子
宙の会と言う新興宗教の教祖。
大学の教授
演 - 金延宏明
陽彩の大学の教授。陽彩から欠席した講義のレジュメを求められ、欠席者のフォローはしていないと断る。
愛の恋人
演 - 遊屋慎太郎
陽彩の母親が自宅に連れ込んでいる恋人。

### スタッフ
- 原作 - 武田綾乃『愛されなくても別に』（講談社文庫）
- 監督 - 井樫彩
- 脚本 - 井樫彩、イ・ナウォン[9]
- 主題歌 - hockrockb「プレゼント交換」（TOY'S FACTORY）[13]
- 製作 - 石井紹良、本間憲、中西一雄、金延宏明[14]
- エグゼクティブプロデューサー - 中村優子、金延宏明[14]
- 企画 - 佐藤慎太朗[14]
- プロデュース - 佐藤慎太朗[14]
- プロデューサー - 菊地陽介[14]
- 撮影 - 福本淳[14]
- 照明 - 太田周兵[14]
- 録音 - 伊豆田康明[14]
- 美術 - 内田紫織[14]
- スタイリスト - 本田匠[14]
- ヘアメイク - 反町雄一[14]
- サウンドエフェクト - 小島彩[14]
- 編集 - 小林美優[14]
- 音楽 - 松本淳一[14]
- 助監督 - 塩﨑竜朗[14]
- スクリプター - 尾和茜[14]
- 制作担当 - 山﨑崇嗣[14]
- 配給 - カルチュア・パブリッシャーズ
- 製作幹事・制作プロダクション - murmur[9]
- 製作 -「愛されなくても別に」製作委員会（murmur、レプロエンタテインメント、カルチュア・エンタテインメント、ノブ・ピクチャーズ）[9]